# Caecilia flavopunctata
Caecilia flavopunctata là một loài lưỡng cư thuộc họ Caeciliidae.
Đây là loài đặc hữu của Venezuela.
Môi trường sống tự nhiên của chúng là rừng ẩm vùng đất thấp nhiệt đới hoặc cận nhiệt đới, các đồn điền, vườn nông thôn, và rừng trước đây suy thoái nghiêm trọng.